# Przenośnik pneumatyczny
Przenośnik pneumatyczny - urządzenie przemieszczające w sposób ciągły materiały luzem lub ładunki jednostkowe w strumieniu gazu (zwykle powietrza). Stosuje się je w przemyśle materiałów budowlanych, w spożywczym, chemicznym oraz do prac przeładunkowych w transporcie kolejowym, drogowym i wodnym. W zależności od ciśnienia powietrza w instalacji dzieli się je na nisko-, średnio- i wysokociśnieniowe (od 0,02 do 0,8 MPa).